# 盧普菲希

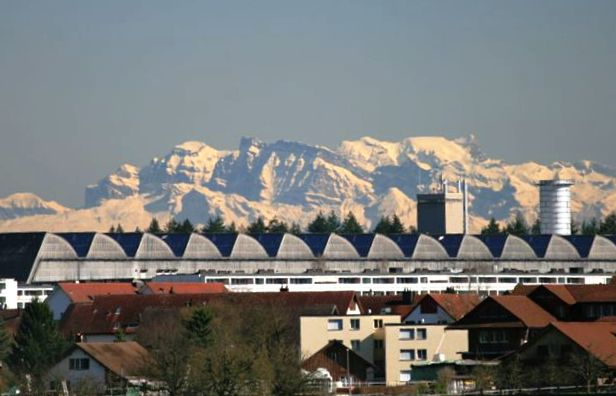

盧普菲希是瑞士的城鎮，位於該國北部，由阿爾高州負責管轄，面積5.15平方公里，海拔高度399米，2012年人口2,172，一半人口信奉基督教，人口密度每平方公里422人。